# Thurnby and Bushby
Thurnby and Bushby is een civil parish in het Engelse graafschap Leicestershire.